# Dronten
Dronten este o comună și o localitate în provincia Flevoland, Țările de Jos.

## Localități componente
Biddinghuizen, Dronten, Swifterbant.